# Подъяпольский, Сергей Сергеевич
Серге́й Серге́евич Подъяпо́льский (25 июля 1928, Саратов — 2002, Москва) — историк архитектуры, архитектор-реставратор. Профессор, кандидат архитектуры, заслуженный деятель искусств PФ (2000). Член-корреспондент РААСН. Автор фундаментального учебника по реставрации памятников архитектуры.

## Биография
В 1951 году окончил МАрхИ.
До 1979 года работал в Центральных научно-реставрационных проектных мастерских (ЦНРПМ), курировал реставрационные работы в Кирилло-Белозерском музее-заповеднике. С 1980 года и до конца жизни преподавал в МАрхИ на кафедре реставрации и реконструкции, где заново разработал программу подготовки архитекторов-реставраторов, выпустил первый в России учебник по реставрации памятников архитектуры и другие учебные пособия.
Крупнейший теоретик реставрации, воспитавший несколько поколений отечественных реставраторов. В круг его научных интересов входили раннемосковское зодчество, архитектура Смоленска и Русского Севера. Жил с 1959 по 2002 в Духовском переулке (д. 20-б).
Урна с прахом С. С. Подъяпольского находится в колумбарии Донского кладбища в Москве.

## Семья
Сын — Подъяпольский Дмитрий Сергеевич, архитектор, руководитель Мастерской №2 ОАО Моспроект-4.

## Сочинения
- Подъяпольский С. С. По Сухоне и Северной Двине. — М.: Искусство, 1969. — 128 с. — (Дороги к прекрасному). — 85 000 экз.
- Кочетков И. А., Лелекова О. В., Подъяпольский С. С. Кирилло-Белозерский монастырь. — Л.: Художник РСФСР, 1979. — 184 с. — (Памятники городов России). — 100 000 экз.
- Подъяпольский С. С. Основы реставрации памятников архитектуры : Учеб. пособие / Моск. архит. ин-т. — М.: МАРХИ, 1983. — 88 с.
- Подъяпольский С. С. и др. Реставрация памятников архитектуры / С. С. Подъяпольский, Г. Б. Бессонов, Л. А. Беляев. — М.: Стройиздат, 1988. — 264 с. — 15 000 экз. — ISBN 5-274-00009-6.
- Подъяпольский С. С. и др. Реставрация памятников архитектуры / С. С. Подъяпольский, Г. Б. Бессонов, Л. А. Беляев. — 2-е изд. — М.: Стройиздат, 2001. — 288 с. — ISBN 5-274-02240-5.
- Подъяпольский С. С. Историко-архитектурные исследования. Статьи и материалы. — М.: Индрик, 2006